# Myrmeleon (Myrmeleon) vittatus
Myrmeleon (Myrmeleon) vittatus is een insect uit de familie van de mierenleeuwen (Myrmeleontidae), die tot de orde netvleugeligen (Neuroptera) behoort. 
Myrmeleon (Myrmeleon) vittatus is voor het eerst wetenschappelijk beschreven door Olivier in 1811.